# Jon Lindstrom
Jon Robert Lindstrom (Medford, 18 ottobre 1957) è un attore, scrittore, regista, produttore cinematografico e musicista statunitense.
È noto soprattutto per i ruoli di Ryan Chamberlain e Kevin Collins in General Hospital e di Craig Montgomery in Così gira il mondo.

## Biografia
Lindstrom nasce a Medford (Oregon) da Robert e Suzanne Lindstrom. Ha un fratello maggiore di nome Jeff.

### Carriera
La svolta nella sua carriera arriva nel 1992 quando entra nel cast della soap opera General Hospital nel ruolo di Ryan Chamberlain restando nel ruolo fino al 1995 e nuovamente dal 2018 al 2023. Nella stessa soap opera dal 1993 interpreta anche Kevin Collins restando nel ruolo fino al 1997 per poi ritornarci nel 2004 e nuovamente dal 2013 al 2024. Dal 1997 al 2003 interpreta lo stesso ruolo di Kevin Collins nello spin-off di General Hospital, Port Charles. Nel 2008 entra nel cast della soap opera Così gira il mondo nel ruolo di Craig Montgomery rimanendo fino al 2010. Nel 2020 brevemente interpreta Jack Deveraux nella soap opera Il tempo della nostra vita. Nel corso della sua carriera appare in diversi film come Partnerperfetto.com, God's Not Dead 2 e Lo strangolatore di Boston e in serie tv e soap opera come Voyagers! - Viaggiatori del tempo, Zero in condotta, Squadriglia top secret, Rituals, Santa Barbara, Generations, 21 Jump Street, Il cane di papà, Baywatch, CSI - Scena del crimine, Everwood, Blue Bloods, Drop Dead Diva, NCIS - Unità anticrimine, Castle, True Detective, Recovery Road, NCIS: Los Angeles, S.W.A.T., Bosch e Homeland - Caccia alla spia. Dal 2025 interpreta Joey Armstrong nella soap opera Beyond the Gates.

### Vita privata
Nel 1997 sposa l'attrice Eileen Davidson divorziando poi nel 2000. Nel 2014 sposa l'attrice Cady McClain ma divorziano dopo 10 anni di matrimonio nel 2024. 

## Filmografia

### Cinema
- Doppia verità (1989)
- Partnerperfetto.com (2005)
- The Hard Easy (2007)
- God's Not Dead 2 (2015)
- A Dark Foe (2020)
- Ten-Cent Daisy (2021)
- Diary of a Spy (2022)
- Lo strangolatore di Boston (2023)
- Confidential Informant (2023)

### Televisione
- The Facts of Life Goes to Paris - film TV (1982)
- Voyagers! - Viaggiatori del tempo - serie TV, 1 episodio (1982)
- Zero in condotta - serie TV, 1 episodio (1983)
- Squadriglia top secret - serie TV, 2 episodi (1984)
- Rituals - soap opera (1984-1985)
- Rocky Road - serie TV (1985)
- Santa Barbara - soap opera (1985-1986)
- The Alamo: 13 Days to Glory – film TV (1987)
- Generations – soap opera (1989)
- 21 Jump Street – serie TV, 1 episodio (1989)
- Il cane di papà - serie TV, 1 episodio (1989)
- Baywatch - serie TV, 1 episodio (1990)
- Fall From Grace - film TV (1990)
- General Hospital - soap opera (1992-1997, 2004, 2013-2024)
- Port Charles - soap opera (1997-2003)
- Vi presento Dorothy Dandridge - film TV (1999)
- Dragster Girls - film TV (2003)
- CSI - Scena del crimine - serie TV, 1 episodio (2006)
- Everwood - serie TV, 1 episodio (2006)
- McBride - Un tragico errore – film TV (2007)
- Il passato di una sconosciuta – film TV (2007)
- Così gira il mondo – soap opera (2008-2010)
- Blue Bloods - serie TV, 1 episodio (2011)
- Drop Dead Diva - serie TV, 1 episodio (2013)
- NCIS - Unità anticrimine - serie TV, 1 episodio (2013)
- Castle - serie TV, 1 episodio (2014)
- True Detective - serie TV, 5 episodi (2015)
- Recovery Road - serie TV, 1 episodio (2016)
- NCIS: Los Angeles - serie TV, 2 episodi (2017-2018)
- S.W.A.T. – serie TV, 1 episodio (2018)
- Bosch - serie TV, 4 episodi (2019)
- Homeland - Caccia alla spia - serie TV, 1 episodio (2019)
- Il tempo della nostra vita - soap opera (2020)
- Bull - serie TV, 4 episodi (2021)
- Beyond the Gates - soap opera (2025-in corso)